# Boris Kern
Boris Kern, slovenski jezikoslovec, * 4. januar 1983, Ljubljana.

## Življenje in delo
Leta 2008 je na Filozofski fakulteti Univerze v Ljubljani diplomiral iz Slovenskega jezika in književnosti ter Primerjalnega slovanskega jezikoslovja. Istega leta se je vpisal na podiplomski študij Slovenski knjižni jezik s stilistiko. Leta 2014 je doktoriral z disertacijo z naslovom Slovarski pomen stopenjskih tvorjenk iz glagolov čutnega zaznavanja pod mentorstvom Andreje Žele in somentorstvom Ade Vidovič Muha.
Od leta 2009 do 2013 je bil zaposlen na Inštitutu za slovenski jezik Frana Ramovša ZRC SAZU, kjer se je ukvarjal z vprašanji sodobne leksikologije in leksikografije ter besedotvorja in pomenoslovja. Sodeloval je pri pripravi Slovarja novejšega besedja slovenskega jezika in Novega slovarja slovenskega jezika.
Med letoma 2004 in 2006 je kot avtor in korektor sodeloval pri nastajanju internetnega tečaja Slovenščina na daljavo.
Je tudi prevajalec; leta 2010 je izšel njegov prevod romana Lubiewo sodobnega poljskega avtorja Michała Witkowskega.
Na Fakulteti za humanistiko Univerze v Novi Gorici predava Korpusno jezikoslovje I, Slovenščino za tujce in Slovenski jezik I – Glasoslovje.

## Izbrana bibliografija
- Analiza besedotvornih sklopov glagola stopiti, 2011
- Pisanje skupaj in narazen v Slovarju novejšega besedja slovenskega jezika, 2012
- Politična korektnost v slovaropisju, 2015
- Stopenjsko besedotvorje: na primeru glagolov čutnega zaznavanja, 2017
- Konotativnost z vidika stopenjskega besedotvorja, 2018